# گورستان کلک نقی
قبرستان کلک نقی مربوط به مفرغ است و در شهرستان مهران، بخش ملکشاهی، دهستان گچی، ۱ کیلومتری غرب روستای کلک نقی واقع شده و این اثر در تاریخ ۲۲ آبان ۱۳۸۶ با شمارهٔ ثبت ۱۹۹۳۰ به‌عنوان یکی از آثار ملی ایران به ثبت رسیده است.